# Captain Video and His Video Rangers
Captain Video and His Video Rangers era una serie de televisión estadounidense de ciencia ficción. Se emitía en la desaparecida cadena DuMont Television Network, y fue la primera serie de este tipo en la televisión norteamericana. Se emitió entre el 27 de junio de 1949 y el 1 de abril de 1955.

## Características

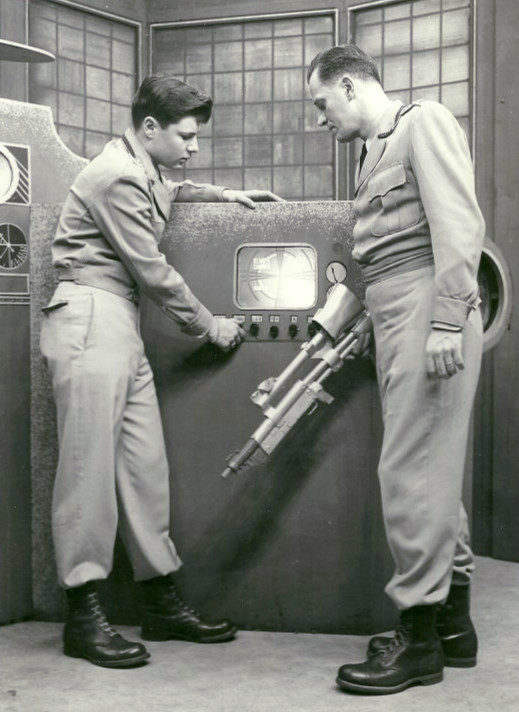
Don Hastings (Video Ranger) y Al Hodge (Captain Video) en una escena de Captain Video and his Video Rangers.

Ambientada en el futuro, la serie seguía las aventuras de un grupo de luchadores por la verdad y la justicia, los Video Rangers, liderados por Captain Video (en español: el capitán Vídeo). Los Rangers operaban desde una base secreta en la cima de una montaña. Sus uniformes se asemejaban a los de la Armada estadounidense con rayos en su frente.
El Capitán tenía un ayudante joven que siempre era llamado simplemente como Video Ranger. Un poco parecido a Batman, Captain Video recibía las órdenes desde el Comisionado de Seguridad Pública, cuyas responsabilidades abarcaban todo el sistema solar así como colonias de humanos alrededor de otras estrellas. Como su nombre lo indica, el Capitán fue el primer héroe ficticio televisivo diseñado para los primeros años de televisión en vivo (ideado por el funcionario de DuMont, Larry Menkin). El robot "Tobor" era un importante personaje en el programa, y representa la primera aparición de un robot en una serie de ciencia ficción televisada en vivo.
La serie se emitía en vivo de cinco a seis días de la semana y era extremadamente popular tanto entre niños como adultos. Debido a la gran audiencia adulta, el horario habitual de emisión del programa en la cadena era de 7 a 7:30 p. m. (hora del Este), iniciando el bloque de la tarde-noche. La producción se caracterizó por tener un bajo presupuesto, y Captain Video originalmente no tenía nave espacial.
Hasta 1953, las aventuras en vivo de Captain Video ocupaban cerca de 20 minutos de cada programa de media hora. Para llenar el resto, un oficial de comunicaciones de Captain Video, actuando como un maestro de ceremonias de un pueblo pequeño, mostraba cerca de 7 minutos de filmes antiguos, específicamente películas de vaqueros. Estas eran descritas por el oficial de comunicaciones, Ranger Rogers, como las aventuras de los "agentes encubiertos" de Captain Video en la Tierra. Durante la temporada 1953-1954, también existió un refrito de la serie, denominado Secret Files of Captain Video (5 de septiembre de 1953 hasta el 29 de mayo de 1954), alternado cada sábado con Tom Corbett, Space Cadet. Cada uno de esos programas de 30 minutos señalaba una historia completa.
El primer enemigo de Captain Video fue Dr. Pauli, un inventor que vestía un traje de estilo gánster pero que hablaba con el estilo de un dictador nazi o soviético. Al igual que las primeras series teatrales, la serie de televisión a menudo involucraba la presentación de inventos poco plausibles creados por Captain Video o el genio maligno Dr. Pauli, pero creados con productos de ferretería. Como la serie originalmente se emitía desde un estudio en el edificio ocupado por la tienda departamental Wanamaker's, la multitud debía bajar unos pisos cuando se necesitaran las locaciones, a menudo unos minutos antes de que el programa saliera al aire. En los primeros días del programa sólo se veían tres Rangers (o vigilantes): Video Ranger; Ranger Rogers, el oficial de comunicaciones; y Ranger Gallagher (estos también fueron los únicos Rangers que aparecieron en la versión serial fílmica). Como el presupuesto aumentó levemente, se mencionaba una gran lista de Rangers, la cual aparecía en la pantalla de televisión.
Captain Video tuvo tres naves espaciales diferentes. La primera versión fue la X-9 (posteriormente reemplazada brevemente por la X-10). Posteriormente, la nave Galaxy (que se asemejaba a un cohete V-2) tenía una cabina parecida a la de un avión con asientos reclinables. La última nave de Captain Video, usada desde inicios de 1953, fue la Galaxy II.
Las otras dos series de aventuras espaciales de la época fueron Tom Corbett, Space Cadet, la cual también se transmitía en vivo desde Nueva York, y Space Patrol, emitida en vivo desde California. Las tres series a menudo poseían similitudes entre sí.
Al Hodge, es el actor que más se recuerda en su caracterización de Captain Video (1950-1955); el Video Ranger fue personificado durante toda la serie por el joven Don Hastings, que se convertiría en estrella de teleseries. El personaje de Captain Video inicialmente era personificado por Richard Coogan, quien interpretó dicho rol durante 17 meses.
Durante los cortes comerciales (entre junio de 1949 y enero de 1950 o cuando el programa tuviera un auspiciador), DuMont emitía de forma especial los "mensajes de Video Ranger". Estos mensajes presentaban desde normas de conducta cívica, moralidad y servicio público, hasta publicidad de marketing del programa. Varios productos de marketing del programa eran auspiciados por los anunciantes de Captain Video, incluyendo cascos espaciales, pistolas de código secreto, y cohetes de juguete con su lanzador. Un clip de la publicidad dentro del programa puede ser visto en YouTube.

## Producción
La calidad del programa es a menudo considerada deficiente o de bajo presupuesto, principalmente debido a que era un programa en vivo y DuMont no manejaba grandes presupuestos a diferencia de las otras cadenas.
En los primeros días de la serie, los libretos tendían a ser incoherentes, y a menudo eran criticados, pero los libretos después de 1952 eran escritos por grandes escritores de ciencia ficción de la época, tales como Damon Knight, James Blish, Jack Vance y Arthur C. Clarke. Estos libretos mostraban más inteligencia, disciplina e imaginación que los otros libretos de ciencia ficción infantil de la época. Otros autores conocidos que ocasionalmente escribieron para el programa fueron Isaac Asimov, Cyril M. Kornbluth, Milt Lesser, Walter M. Miller, Jr., Robert Sheckley, J. T. McIntosh y el Dr. Robert S. Richardson.
En la serie se utilizaban pocos efectos especiales hasta que el equipo de Russell y Haberstroh fue contratado en septiembre de 1952. Durante los capítulos posteriores a su ingreso, entregaron grandes trabajos de efectos, prefilmados en 16 milímetros y colocados dentro de la emisión en vivo cuando fuese necesario.
La serie televisiva es mencionada en el primero de los 39 episodios independientes de The Honeymooners, una serie que también fue producida por DuMont. El personaje de The Honeymooners, Ed Norton, era un fanático del programa.

## Otros medios
Columbia realizó una serie de películas, protagonizada por Judd Holdren, titulada Captain Video: Master of the Stratosphere (1951). Sin embargo, desplegaba sólo algunos sets y objetos de la serie original de televisión. Algunos efectos especiales eran acompañados de animaciones, inspirados en el uso de aquel efecto en las primeras películas de Superman.
Seis ediciones de un libro de historietas de Captain Video fueron publicadas por Fawcett Comics en 1951. Las series que eran competencia de Captain Video, tales como Tom Corbett, Space Cadet y Space Patrol también tuvieron algunas ediciones de historietas. Tom Corbett... también tuvo una tira cómica en diarios sindicados a nivel nacional, y una serie de libros juveniles publicados por Grossett y Dunlap. Tom Corbett... y Space Patrol también se escuchaban por la cadena de radio ABC; dado que DuMont no poseía una cadena de radioemisoras, nunca existió una versión radial de las aventuras de Captain Video.

## Legado

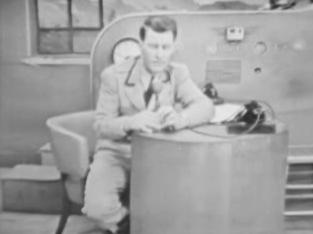
Escena de un capítulo de Captain Video.

Captain Video pareciera ser considerada como una serie perdida. Sólo cinco episodios de 30 minutos cada uno, tres con la aparición de Richard Coogan y dos con la aparición de Al Hodge, están disponibles al público en varios compilados de video.
El archivo fílmico de DuMont, consistente de grabaciones en kinescopios (16 mm) y Electronicam (35 mm), fue destruido en los años 70, eliminando con ello la mayoría de las series pioneras en la televisión estadounidense. Como resultado, no se sabe exactamente en qué fechas se realizaron dichos capítulos que aún existen. Los cómics de Fawcett tienen lugar en la fecha de publicación, por ende, durantr 1951. Sin embargo, las historias relatadas en los kinescopios existentes pudieron haber tenido lugar en 1950.
Alpha Home Entertainment lanzó un DVD que contiene cuatro de los episodios de dominio público el 25 de noviembre de 2008. Este hecho marca el primer lanzamiento de un DVD de Captain Video and His Video Rangers que es vendido a grandes tiendas.